# معجزة الشمس (فاطيما)

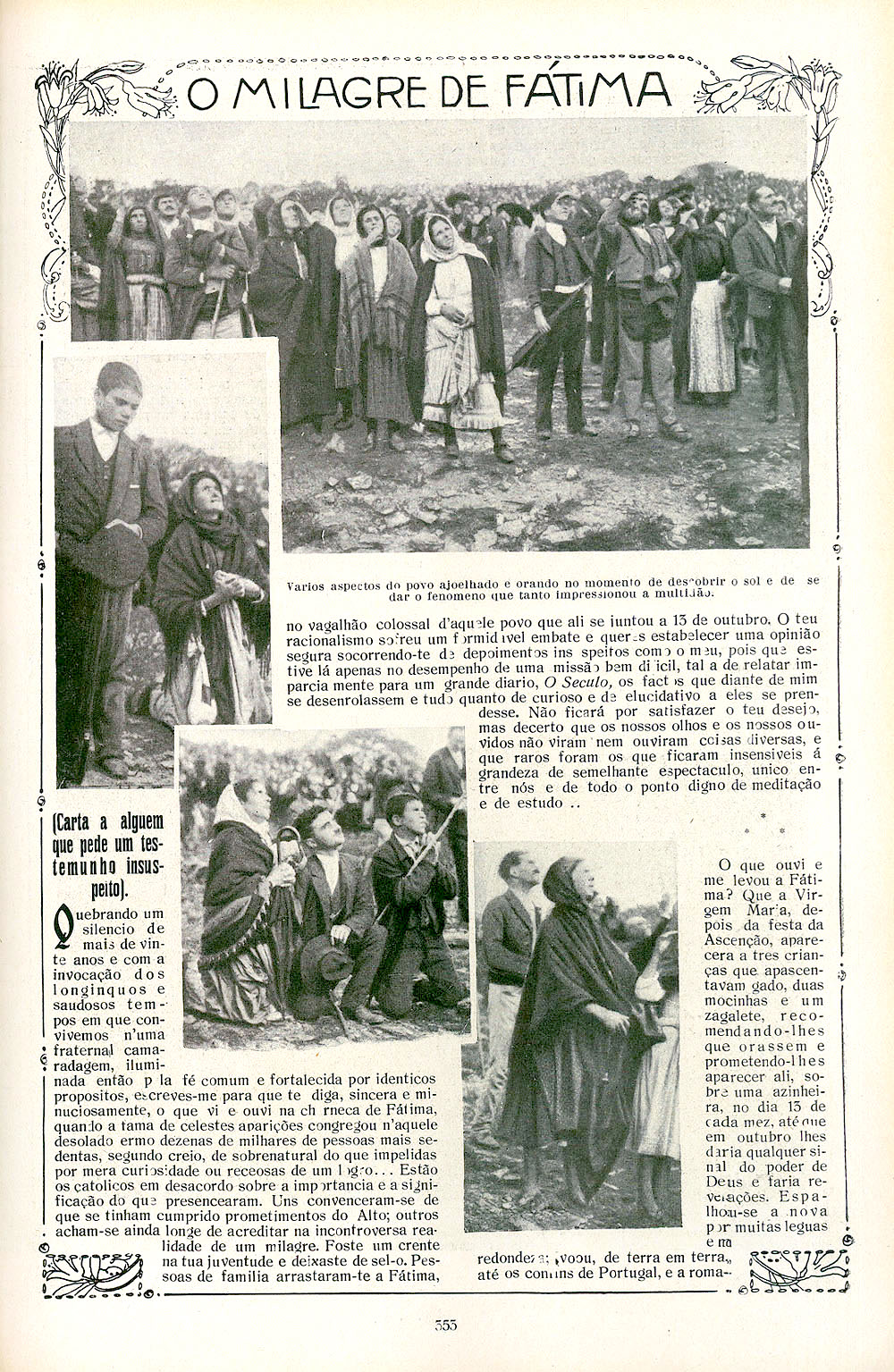
صفحة من Ilustração Portuguesa، 29 أكتوبر 1917، تظهر الأشخاص الذين ينظرون إلى الشمس أثناء ظهورات فاطمة المنسوبة إلى مريم العذراء

معجزة الشمس (بالبرتغالية: Milagre do Sol‏)، والمعروفة أيضًا باسم معجزة فاطمة، هي سلسلة من الأحداث والاعاجيب التي حدثت في 13 أكتوبر 1917، بحضور حشد كبير تجمع في فاطمة، البرتغال ردًا على نبوءة قام بها ثلاثة أطفال رعاة، لوسيا سانتوس، وفرانسيسكو وجاسينتا مارتو، أن مريم العذراء (المشار إليها باسم سيدة فاطيما) ستظهر وتجري المعجزات في ذلك التاريخ. ونشرت الصحف شهادات من شهود قالوا إنهم شاهدوا نشاطا شمسياً غير عادي، مثل ظهور الشمس كأنها "تتراقص" أو متعرجة في السماء، أو تتقدم نحو الأرض، أو ينبعث منها ضوء متعدد الألوان وألوان مشعة. وبحسب هذه التقارير فإن الحدث استمر قرابة عشر دقائق.
فتح الأسقف المحلي تحقيقًا قانونيًا في الحدث في نوفمبر 1917، لمراجعة روايات الشهود وتقييم ما إذا كانت النبوؤات متوافقة مع اللاهوت الكاثوليكي. كان الكاهن المحلي الذي أجرى التحقيق اقتنع بان الظواهر الشمسية غير العادية بعد شهادة المراسلين العلمانيين والمسؤولين الحكوميين وغيرهم من المتشككين الحاضرين. أعلن الأسقف خوسيه دا سيلفا أن المعجزة "تستحق الإيمان" في 13 أكتوبر 1930، مما سمح "رسميًا بعبادة سيدة فاطيما" داخل الكنيسة الكاثوليكية.
في اجتماع عُقد في 13 أكتوبر 1951 في فاطيما، أخبر المندوب البابوي الكاردينال فيديريكو تيديشيني المليون شخص الحاضرين أنه في 30 أكتوبر و31 أكتوبر و1 نوفمبر و8 نوفمبر 1950، شهد البابا بيوس الثاني عشر بنفسه معجزة الشمس من السماء. حدائق الفاتيكان. كان للاهتمام المبكر والدائم بالمعجزة والنبوءات المرتبطة بها تأثير كبير على الممارسات التعبدية للعديد من الكاثوليك.

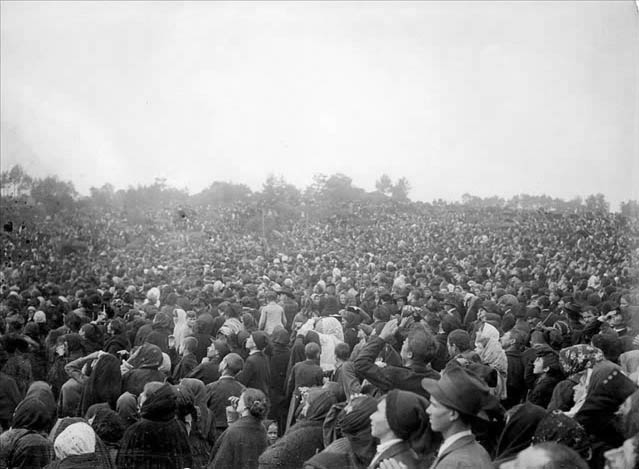
الحشد في كوفا دا إيريا ينظر نحو الشمس في 13 أكتوبر 1917

تتراوح تقديرات عدد الأشخاص الحاضرين من 30.000 إلى 40.000، حسب ما كتبه أفيلينو دي ألميدا للصحيفة البرتغالية O Século، إلى 100.000، حسب تقديرات المحامي خوسيه دي ألميدا غاريت.

## الحدث
قدمت ادعاءات مختلفة حول ما حدث بالفعل خلال الحدث. وبحسب العديد من الشهود، بعد فترة من المطر، تفرقت السحب الداكنة وظهرت الشمس كقرص معتم يدور في السماء. قيل أنه أغمق بكثير من المعتاد، ويلقي أضواء متعددة الألوان عبر المناظر الطبيعية والناس والسحب المحيطة. إبلغ بعد ذلك عن تحرك الشمس نحو الأرض قبل أن تعود إلى وضعها الطبيعي. وأفاد شهود عيان أن ملابسهم المبللة سابقاً أصبحت "جافة فجأة وبشكل كامل، وكذلك الأرض الرطبة والموحلة التي كانت مبللة سابقاً بسبب الأمطار التي كانت تهطل". لم يبلغ جميع الشهود عن رؤية الشمس "ترقص". بعض الناس رأوا فقط الألوان المشعة، والعديد من الناس لم يروا شيئًا.
علق المتشكك بريان دانينغ على صورة يُعتقد بشكل خاطئ أنها صورة فوتوغرافية للشمس التقطت في فاطمة: "تظهر صورة قديمة بالأبيض والأسود لحدث معجزة الشمس الفعلي الكثير من السحب المطيرة الداكنة خلف بعض الأشجار والشمس تتدفق من خلالها. هناك "بالتأكيد لا يوجد شيء في الصورة يبدو غير عادي، ولكن بالطبع الصورة ثابتة. كل ما رآه الجمهور لم يكن مثيرًا للاهتمام بما يكفي ليكون ملحوظًا في الصورة". حددت الصورة، التي نشرتها صحيفة L'Osservatore Romano في عام 1951، على أنها التقطت بعد ثماني سنوات تقريبًا في مدينة برتغالية مختلفة تعاني من ظاهرة شمسية مختلفة. ومع ذلك، تستمر الصورة المنسوبة بشكل خاطئ في الانتشار على الإنترنت.
الأطفال الثلاثة (لوسيا دوس سانتوس وابنا عمها جاسينتا وفرانسيسكو مارتو) الذين ادعوا في الأصل أنهم رأوا سيدة فاطيما أفادوا أيضًا أنهم رأوا بانوراما من الرؤى، بما في ذلك رؤى يسوع، سيدة الأحزان، سيدة جبل الكرمل، و القديس يوسف يبارك الشعب. في الطبعة الرابعة من مذكراتها، التي كتبت عام 1941، قالت لوسيا إنها بمناسبة زيارتها الثالثة إلى كوفا دا إيريا، في 13 يوليو 1917، طلبت من السيدة أن تخبرهم من هي، وأن تقوم بمعجزة لذلك. أن الجميع يعتقد. أخبرتها السيدة أنه ينبغي عليهم الاستمرار في القدوم إلى كوفا كل شهر حتى أكتوبر، عندما تحدث المعجزة المطلوبة.

## انتقاد
من جهة اخرى، كان هناك الكثير من التحليل للحدث من وجهات نظر اجتماعية وعلمية نقدية. وفقًا للنقاد، كانت شهادة شهود العيان في الواقع عبارة عن مجموعة من الروايات غير المتسقة والمتناقضة. تشمل التفسيرات البديلة المقترحة تعرض الشهود للخداع بحواسهم بسبب التحديق المطول في الشمس ثم رؤية شيء غير عادي كما هو متوقع.